# Argyle Street
Pour les articles homonymes, voir Argyle.
Argyle Street est une rue du centre ville de Glasgow.

## Situation et accès
Elle forme avec Sauchiehall Street et Buchanan Street le principal ensemble commerçant et piéton du centre ville.
Elle commence dans la partie sud-est du centre-ville, à Trongate, où elle est piétonne jusqu'à Queen Street. Cette section constitue la partie commerçante de la rue, comprenant le centre commercial Saint-Enoch et l'Argyll Arcade (un passage couvert datant de l'époque victorienne réputé pour ses nombreux bijoutiers). Elle passe ensuite sous les voies de la gare centrale de Glasgow formant ainsi le fameux Hielanman's Umbrella, avant de continuer vers l'autoroute M8 et la voie rapide Clydeside à Anderston.
D'importants travaux de réaménagement du quartier d'Anderston à la fin des années 1970 (notamment la construction du périphérique de Glasgow) ont entraîné des modifications profonde du tracé d'Argyle Street. Désormais, la rue est divisée en deux tronçons, la partie orientale s’arrêtant sous le Kingston Bridge, et la partie occidentale commençant à une centaine de mètres à l'ouest de la M8. Elle rejoint ensuite Saint-Vincent Street vers l'ouest puis Sauchiehall Street devant la Kelvingrove Art Gallery, et s'achève sur le pont enjambant la rivière Kelvin après le Kelvin Hall. La rue se prolonge ensuite vers l'ouest devenant Dumbarton Road.

## Origine du nom
Elle rend honneur au Duc d'Argyll.

## Bâtiments remarquables et lieux de mémoire
À l'origine nommée « Westergait », elle s’étend vers l'ouest depuis Trongate jusqu'à la porte ouest de l'ancienne ville. Elle est rebaptisée « Argyle Street », quelque temps après la destruction de la porte ouest en 1751, en raison de l'expansion de la ville.

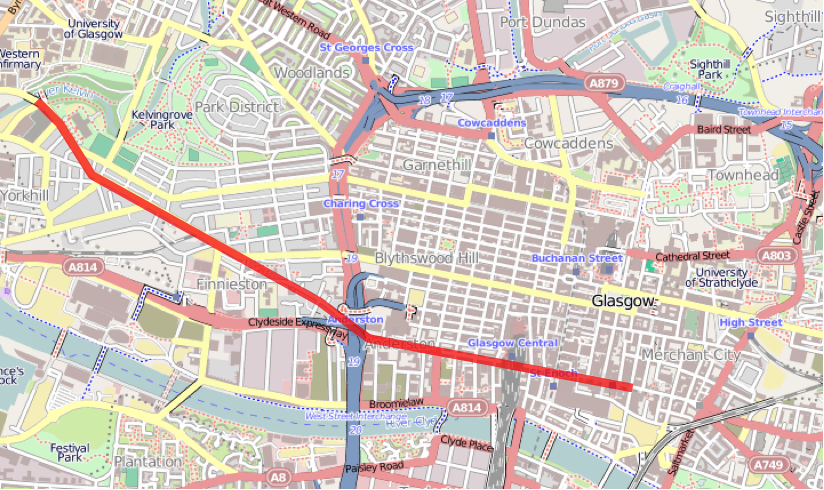
Localisation sur la carte de Glasgow